# پردازش‌گر اطلاعات

پردازشگر اطلاعات

پردازش‌گر اطّلاعات یا سامانهٔ پردازش اطّلاعات سیستمی را گویند که اطلاعات را به فرمی دریافت کرده و آن‌ها را به شکل تازه‌ای پردازش (تبدیل) نماید.